# Police Football Club (Trinité-et-Tobago)
Cet article concerne le club trinidadien de football. Pour le club ougandais de football, voir Police Football Club (Ouganda).
Actualités
Le Police Football Club est un club trinidadien de football basé à Saint James, Port-d'Espagne.

## Palmarès
- Championnat de Trinité-et-Tobago (3)
  - Champion : 1979, 1991 et 1994

- Coupe de Trinité-et-Tobago (3) 
  - Vainqueur : 1975, 1990 et 1994
  - Finaliste : 1996

- Coupe des champions de la CONCACAF
  - Finaliste : 1991